# 鍾保
锺保（1806年—？），字鶴侪、一字哲生、一字喆生，内务府汉军正黄旗人，道光乙酉举人，壬辰进士。选翰林院庶吉士，历任户部郎中、道光二十三年任癸卯科广西副主考、内阁中书等职。

## 延伸阅读
[在维基数据编辑]